# Tryskové předení
Tryskové předení je technologie výroby staplové příze pomocí proudu stlačeného vzduchu.
Svazková příze (z angl.: fasciated yarn) vyrobená tryskovým (dříve také zvaným pneumatickým) předením má zcela zvláštní strukturu.
Zatímco u jiných staplových přízí jsou všechna vlákna zkroucena do spirály, tvoří při tryskovém předení zákruty jen svazek z asi 10 % vláken, který se obaluje kolem vlákenného materiálu. 

## Princip tryskového předení
Hlavním pracovním orgánem stroje je spřádací komora se dvěma tryskami umístěná mezi průtahovým ústrojím a odtahovacími válečky.
Tryskami se vhání navzájem protichůdné, speciálně nasměrované proudy vzduchu. Při průchodu materiálu komorou se větší část vláken ukládá téměř paralelně ve středu vznikající niti, zatímco se z tzv. okrajových vláken tvoří svazek, který se ovíjí ve tvaru šroubovice kolem jádra niti. Stroji se předkládá posukovaný pramen, který průtahové ústrojí až 250 x zjemňuje. Rotace vzduchových proudů dosahuje až 3 milionů otáček za minutu při tlaku cca 5 kg/cm², zákruty příze se odhadují na 200 000-300 000 / min., počet zákrutů se nedá přesně nastavit. 

## Vlastnosti svazkové příze
Podle dosavadních zkušeností se dají touto technologií zpracovávat všechny druhy vláken, které jsou vhodné pro spřádání česané bavlny (podíl česané bavlny dosáhl v roce 2014 asi 25 % ) a vlny, umělých staplových vláken a směsí z těchto materiálů.
Pevnost svazkové příze dosahuje asi 80% hodnoty prstencové příze (příze z čisté bavlny jen cca 60%), skané svazkové příze mohou však být až o 40% pevnější než srovnatelné klasické výrobky. Tažnost a stejnoměrnost příze je v obou případech přibližně stejná.
Při zpracování příze ve tkalcovně se dá počítat se snížením počtu přetrhů asi o 20%. 
Ekonomicky výhodná je výroba příze v rozsahu jemností cca 8-30 tex. 

## Uplatnění technologie tryskového předení
První sériově vyráběné stroje přišly na trh v roce 1980 z Japonska. Používaly se s odváděcí rychlostí do 180 m /min. převážně k výrobě jemnějších přízí ze směsi PES/česaná bavlna. 
O dvacet let později se objevila zdokonalená konstrukce tryskových zařízení, která umožňuje oddělení většího počtu vláken k tvorbě zákrutu. Stroj má podstatně vyšší výkon a vyrábí mnohem kvalitnější přízi. Stroje Vortex (z angl. vír) japonské firmy Murata dosahují odváděcí rychlosti až 450 m/min., dá se na nich zpracovávat více druhů vláken a příze je mnohem kvalitnější než výrobky původních tryskových dopřádaček. 
Strojírna uvádí řadu přádelen, které používají její stroje k výrobě nejrůznějších tkalcovských a pletařských přízí.  Čeští odborníci kritizovali (v roce 2002) na stroji naprosto nevyhovující průtahové ústrojí a časté ucpávání trysek během provozu. 
Jediná alternativa k japonskému produktu je stroj švýcarské firmy Rieter. Stroj má srovnatelnou technickou úroveň s japonskou konkurencí, kvalita vyráběné příze je kontinuálně elektronicky kontrolována, obsluha plně automatizována.  Od roku 2006 se toto zařízení vyrábí v závodě této firmy v Ústí nad Orlicí, kde bylo také zčásti vyvinuto. 
Tryskové předení je na začátku 21. století pokládáno za nejvýkonnější technologii výroby staplové příze (20x vyšší výkon než průměrný prstencový dopřádací stroj). V roce 2014 dosáhly ve světě instalované tryskové stroje cca 2 % podílu na celkové kapacitě výroby staplových přízí a výroba svazkových přízí obnášela 1 milion ročních tun.
Asi od roku 2019 jsou v praktickém proozu stroje (třetího výrobce) s maximálním výkonem 550 m/min.